# Prunus pleiocerasus
Prunus pleiocerasus är en rosväxtart som beskrevs av Emil Bernhard Koehne. Prunus pleiocerasus ingår i släktet prunusar, och familjen rosväxter. Inga underarter finns listade i Catalogue of Life.